# Slag om Charkov (2022)
De Slag om Charkov (of Charkiv, Engels Kharkiv) was een militair gevecht in en rond de stad Charkov, de op een na grootste stad van Oekraïne, dat begon met beschietingen in de ochtend van 24 februari 2022 tijdens de Russische invasie van Oekraïne en eindigde op 14 mei 2022 toen de Oekraïense strijdkrachten de Russische troepen verdreven tot aan de grens nabij de Russische stad Belgorod.
Het veroveren van Charkov was volgens commentatoren een belangrijk doel van het Russische leger, geen andere grote Oekraïense stad ligt dichter bij Rusland. Tijdens de Slag om Charkov werd de stad aangewezen als Heldenstad van Oekraïne.

## Achtergrond
Charkov was van december 1919 tot januari 1934 de eerste hoofdstad van de Oekraïense Socialistische Sovjetrepubliek, waarna de hoofdstad naar Kiev verhuisde. Na het uiteenvallen van de Sovjet-unie in 1991 werd Oekraïne onafhankelijk.
In februari 2014 ontstonden na maandenlange pro-westerse protesten (Euromaidan) gewelddadige confrontaties tussen binnenlandse troepen en demonstranten in Kiev met een revolutie tot gevolg. Dit betekende de val van de Oekraïense pro-Russische president, Viktor Janoekovitsj. De voormalige president ontvluchtte Kiev en vertrok naar Charkov. Vanuit Charkov werd met steun van Rusland oppositie gevoerd tegen de nieuwe regering in een poging om Janoekovitsj weer aan de macht te brengen. Hij verscheen op congressen georganiseerd door de pro-Russische burgemeester Gennadi Kernes en andere pro-Russische politici uit Oost-Oekraïne. Uiteindelijk vluchtte hij naar Rusland.
In Oost- en Zuid-Oekraïne, waar Janoekovitsj eerder veel steun kreeg, vonden na de revolutie wijdverbreide protesten plaats, zowel pro-westers als pro-Russisch. Door Rusland gesteunde separatisten lieten de protesten escaleren, wat resulteerde in een militaire interventie, de Russische annexatie van de Krim en de oprichting van de zelfverklaarde pro-Russische volksrepublieken Donetsk en Loegansk, wat leidde tot de Oorlog in Oost-Oekraïne.
In 2021 begonnen steeds meer Russische militaire troepen zich te verzamelen langs de grens met Oekraïne. De Russische president Vladimir Poetin verklaarde dat een eventuele toetreding van Oekraïne tot de NAVO voor hem absoluut onacceptabel was, en zei zich zorgen te maken over de Russischtalige bevolking van Oekraïne.
De Russische regering bleef lange tijd volhouden dat er geen plannen waren voor een Russische invasie in Oekraïne. Echter, nadat Poetin op 21 februari 2022 de twee separatistische volksrepublieken Donetsk en Loegansk op Oekraïens grondgebied als onafhankelijke staten had erkend, stuurde hij er met goedkeuring van het Russische parlement militairen heen onder het mom van een "vredesmissie". In de ochtend van 24 februari 2022 kondigde Poetin op de staatstelevisie een wat hij zelf noemde "speciale militaire operatie" aan, die volgens hem bedoeld was om Oekraïne te "demilitariseren en denazificeren". Vrijwel onmiddellijk daarna viel het Russische leger Oekraïne van drie kanten binnen.

## Verloop van de slag

### Februari 2022
Op 24 februari staken Russische troepen die zich hadden verzameld in Belgorod de grens met Oekraïne over. Vervolgens begonnen ze op te rukken naar Charkov, waar ze op het Oekraïense verzet stuitten. Russische artillerie vuurde spervuur op de stad af, waarbij een jonge jongen om het leven kwam.
Op 25 februari braken er hevige gevechten uit in de noordelijke buitenwijken van de stad, in de buurt van het dorp Tsyrkuny, waar Oekraïense troepen standhielden tegen Russische troepen.
Sommige stations van de metro van Charkov werden gebruikt als schuilkelders voor de lokale bevolking.

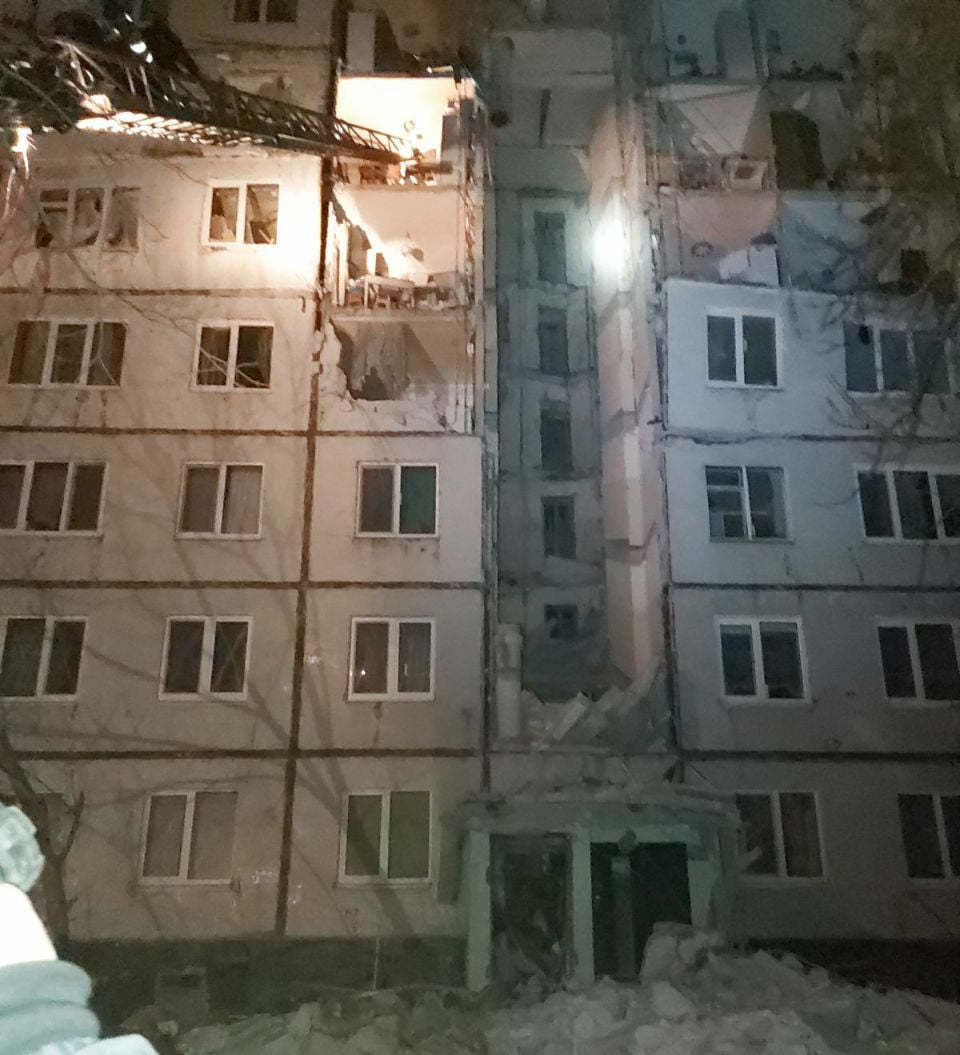
Een flatgebouw in Charkov gedeeltelijk verwoest door een raket, 26 februari

Op 26 februari beweerde Oleg Sinegoebov, de gouverneur van de oblast Charkov, dat de hele stad onder Oekraïense controle bleef.
In de vroege ochtend van 27 februari vernielden Russische troepen een gaspijpleiding in Charkov. Later op de ochtend vielen Russische troepen Charkov binnen, waarbij Sinegoebov meldde dat er zware gevechten aan de gang waren en dat lichte Russische voertuigen waren doorgedrongen tot het centrum van de stad. De adviseur van het ministerie van Binnenlandse Zaken Anton Herasjenko meldde dat er straatgevechten gaande waren in het stadscentrum. Op sociale media circuleerden beelden van Russische legervoertuigen en een brandende tank in de straten van Charkov.
De woordvoerder van het Russische ministerie van Defensie Igor Konashenkov beweerde later dat Russische troepen het Oekraïense 302e luchtafweerraketregiment hadden overwonnen en 471 Oekraïense soldaten hadden gevangengenomen, een bewering die Oekraïense functionarissen ontkenden. Oekraïense functionarissen beweerden dat hun troepen de helft van de Russische militaire voertuigen hadden vernietigd die Charkov waren binnengedrongen, waaronder ten minste 6 GAZ Tigr-M's.
Tegen de middag van 27 februari meldde Sinegoebov dat Oekraïense troepen de volledige controle over de stad hadden herwonnen. Hij voegde eraan toe dat tientallen Russische soldaten zich hadden overgegeven.
De stad werd op 28 februari gebombardeerd met raketten. Meerdere instanties vermoedden dat er clustermunitie of vacuumbommen waren ingezet. Bij uitzondering werd de raketinslag op de Russische televisie getoond, waarbij de presentator stelde dat de inslag uit een richting kwam waar geen Russische troepen waren en dat dus iemand anders gebombardeerd had om de Russen te schuld te kunnen geven.
Op 28 februari beweerde Herasjenko dat de Russische raketaanvallen op de stad tientallen burgers hadden gedood, terwijl Sinegoebov meldde dat er elf burgers werden gedood en tientallen gewond waren geraakt. Ihor Terekhov, de burgemeester van Charkov, meldde dat er negen burgers werden gedood en 37 gewond raakten. Een van de doden was een 25-jarige student uit Algerije, die door een Russische sluipschutter om het leven was gebracht.
Later op 28 februari meldde Terekhov dat Russische troepen de energiecentrale in Charkov hadden aangevallen, waardoor sommige delen van de stad waren afgesloten van stroom, verwarming en water. Hij voegde eraan toe dat 87 huizen waren beschadigd door Russische beschietingen. Ook de Malyshev-fabriek werd verwoest.
Human Rights Watch verklaarde dat Russische troepen clusterbommen hadden gebruikt in wijken van de stad. De mensenrechtenorganisatie merkte op dat het gebruik van clusterbommen is verboden en dat het gebruik ervan een oorlogsmisdaad is, door de bedreiging die deze wapens vormen voor burgers.

### Maart 2022
Bij een raketaanval in het centrum van Charkov vielen op 1 maart 10 doden en raakten 35 mensen gewond. Het vermoedelijke doelwit van de aanval was het regionale overheidsgebouw dat aan de rand van het Vrijheidsplein ligt.
Russische parachutisten die waren geland in Charkov, vielen daar op 2 maart een militaire medische kliniek aan.
Op 8 maart meldde de politie van de stad dat er binnen een dag tijd als gevolg van de Russische aanvallen zeker 27 burgers waren omgekomen. Sinds het begin van de gevechten rond de stad zouden er in totaal minstens 170 burgeres zijn gedood. Het lukte de Russen niet om Charkov in te nemen, maar ze bleven wel op grote afstand het centrum bestoken. Op foto's waren grote verwoestingen te zien.
Op 15 maart meldde de burgemeester van Charkov, Ihor Terekhov, dat er sinds het begin van de oorlog in Oekraïne inmiddels meer dan 600 gebouwen in de stad waren verwoest, waaronder scholen, ziekenhuizen en kinderopvangcentra.

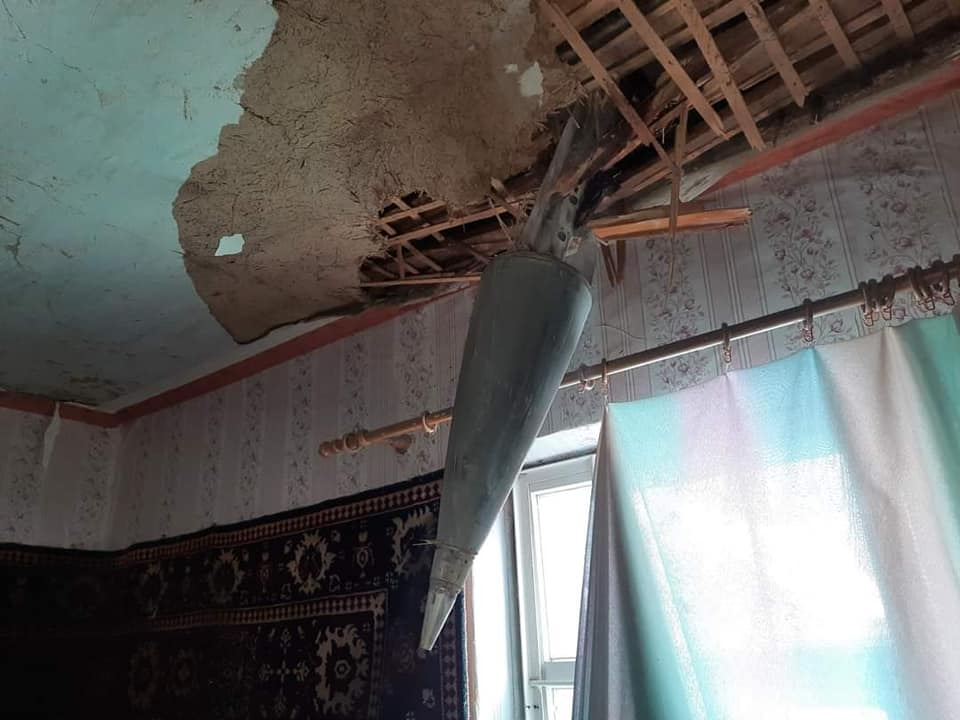
Een raket zit vast in het plafond van een appartement

Op 18 maart kwam de 96-jarige Boris Romantstsjenko, een Holocaustoverlevende uit de Tweede Wereldoorlog, om het leven door een Russische aanval op Charkov. Hij overleefde tijdens de Tweede Wereldoorlog vier concentratiekampen, waaronder Buchenwald.
Op 24 maart vielen er volgens berichten zes burgerdoden bij een aanval op een kantoor van Nova Poshta.
Op 25 maart verklaarde het Russische ministerie van Defensie dat Rusland klaar was om de tweede fase van de militaire operatie in te gaan bij het bezetten van grote Oekraïense steden in Oost-Oekraïne.
Op 26 maart raakte een Holocaustmonument bij Drobytsky Yar beschadigd door een Russisch bombardement.
Op 28 maart berichtte burgemeester Terekhov dat 30% van de inwoners van Charkov de stad waren ontvlucht sinds het begin van de oorlog.
Op 30 maart meldde PBS News dat Charkov opnieuw onder vuur lag, hoewel de vredesbesprekingen tussen Oekraïne en Rusland in Istanbul op het punt stonden om te worden hervat.

### April 2022
In de ochtend van 1 april ontstond er brand in een olieopslagplaats in de Russische stad Belgorod, op ca. 35 km van de Oekraïense grens. Volgens Rusland was de brand veroorzaakt door een Oekraïense luchtaanval, maar de Oekraïense defensiesecretaris Danilov ontkende deze beschuldiging.

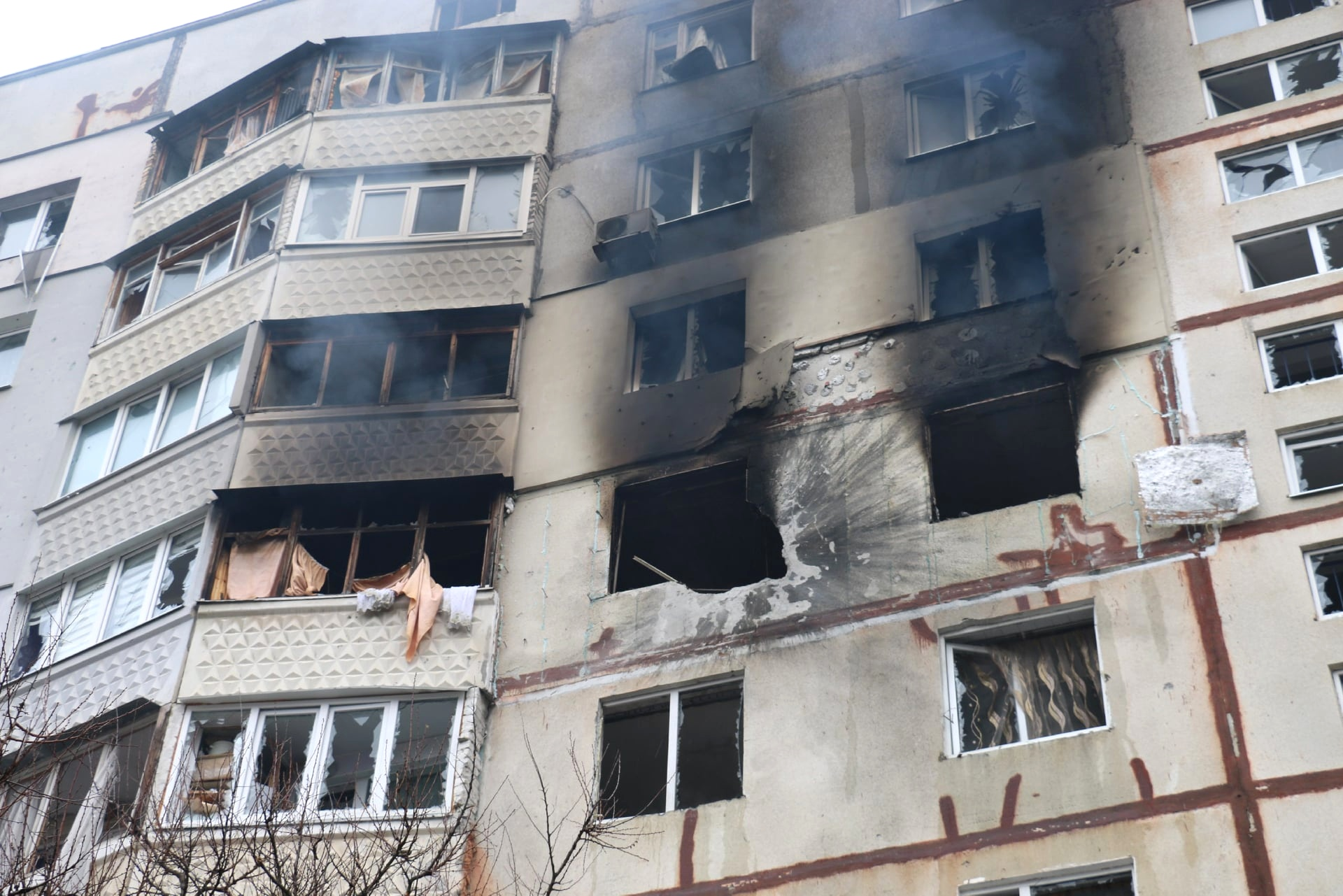
Beschietingen op 31 maart

Op 3 april meldde de regionale gouverneur dat er bij Russische beschietingen in Charkov 7 doden en 34 gewonden waren gevallen.
Op 7 april bracht de hernieuwde opeenhoping van Russische invasietroepen en tankdivisies rond de oostelijke steden Izjoem, Slovjansk en Kramatorsk Oekraïense regeringsfunctionarissen ertoe om de overgebleven inwoners van de oblasten Donetsk en Loehansk en van het oostelijke deel van oblast Charkov te adviseren hun steden en dorpen te verlaten en naar het westen van Oekraïne te vluchten.
Op 11 april kondigde Zelensky aan dat Oekraïne een groot nieuw Russisch offensief verwachtte in het oosten. Militaire satellieten registreerden uitgebreide Russische konvooien van infanterie en gemechaniseerde eenheden terwijl deze van Charkov zuidwaarts naar Izjoem reden voor de geplande Russische herschikking van zijn noordoostelijke troepen naar het zuidoostelijke front van de invasie.
Op 13 april werd er melding gemaakt van een mogelijke sabotage van een spoorbrug in de buurt van het Russische Belgorod. De Oekraïense legerleiding beweerde op 14 april een brug te hebben opgeblazen in Charkov waardoor een complete Russische legercolonne die op weg was naar Izjoem in een hinderlaag liep en werd geneutraliseerd.
President Zelensky meldde op 17 april dat er de afgelopen vier dagen als gevolg van Russische aanvallen op Charkov zeker 18 doden en meer dan 100 gewonden waren gevallen.
Het Russische persbureau TASS berichtte op 23 april dat het Russische leger een grote wapenopslagplaats in de regio rondom Charkov had ingenomen, waar duizenden tonnen munitie zouden zijn opgeslagen die nu in Russische handen waren. Van Oekraïense zijde werd gemeld dat er in de stad slachtoffers waren gevallen door een granaataanval op een markt en een trouwzaal.
Tegen eind april werden veel voorsteden ten oosten en ten noorden van de stad Charkov bevrijd, wat de artilleriedruk op de stad verminderde.

### Mei 2022
Op 2 mei heroverden de Oekraïense strijdkrachten het dorp Staryi Saltiv, 40 kilometer ten oosten van Charkov. Het dorp ligt aan een stuwmeer dat bescherming bood voor aanvallen vanuit het oosten. Zelensky verklaarde op 11 mei 2022 dat de Russische troepen rond Charkov "geleidelijk" werden verdreven en zich terug hadden getrokken tot 10 km voor de Russische grens. In de buurt van Charkov werd een massagraf met Russische soldaten gevonden.  Op 14 mei meldde de Amerikaanse denktank ISW dat het Russische leger zich waarschijnlijk volledig had teruggetrokken uit zijn posities rond Charkov, als gevolg van het Oekraïense tegenoffensief en de beperkte beschikbaarheid van versterkingen. Volgens getuigen voerden de Russen nog wel luchtaanvallen uit op dorpen in de omgeving van de stad.
De Russen werden door het Oekraïense tegenoffensief gedwongen om legereenheden over de grens in Rusland, bij Belgorod, in reserve te houden. Deze legereenheden konden daardoor niet ingezet worden op andere fronten. Tevens werd een belangrijke Russische aanvoerlijn, de internationale spoorlijn tussen Belgorod en Koepjansk, bedreigd bij Vovtsjansk, oblast Charkov.
Op 14 mei maakte de burgemeester van Charkov bekend dat de Russische troepen uit de oblast Charkov waren verdreven.
Op 29 mei bracht president Zelensky een bezoek aan de regio Charkov, waarbij hij ook de frontlinies bezocht. Het was voor het eerst sinds het begin van de oorlog dat Zelensky Kiev verliet.